# أدلر كابيلي
أدلر كابيلي (بالإيطالية: Adler Capelli)‏ (و. 1973  م) هو راكب دراجة هوائية إيطالي، ولد في سان بييترو في كاسالي، شارك في الألعاب الأولمبية الصيفية 1992، والألعاب الأولمبية الصيفية 1996، والألعاب الأولمبية الصيفية 2000.

## روابط خارجية
- أدلر كابيلي على موقع أرشيف الدراجات (الإنجليزية)
- أدلر كابيلي على موقع إحصائيات الدراجات الإحترافية (الإنجليزية)
- أدلر كابيلي على موقع أوليمبيديا (الإنجليزية)